# Петар Клеут
Петар Клеут (Медак, код Госпића, 24. децембар 1913 — Београд, 8. април 1995) био је учесник Народноослободилачке борбе, генерал-мајор ЈНА, доктор правних наука и војни писац.

## Биографија
У Скопљу завршио средњу школу, у Београд Правни факултет (1940) и Вишу војну академију копнене војске (1950); докторирао на Правном факултету 1958. тезом Партизански рат и међународно право. Од 1932.  био је подофицир југословенске војске. Године 1941. се придружио НОВЈ, а 1942. постао је члан КПЈ. Током рата је био политички комесар Првог личког партизанског одреда, 1942. замјеник команданта Штаба Личке групе партизанских одреда, замјеник команданта Оперативнога штаба групе бригада за операције на Банији и командант Четврте кордунашке бригаде Унске оперативне групе, 1943. командант Унске па као мајор Личке оперативне групе (послије 35. личка дивизије), 1944. у чину потпуковника начелник Штаба Четвртог хрватског корпуса, 1945. члан Оперативног одјељења Генералштаба, а након рата, до пензионисања у чину генерал-мајора 1963, војни аташе у Пољској и Норвешкој те командант дивизије. Објавио је војнотеоријске књиге (1960, 1983), монографије о партизанским јединицама (1970, 1987), сарађивао у београдским периодицима и зборницима Војно-историски гласник (1950–51), Војно дело (1954, 1956–57, 1968), Југословенска ревија за међународно право (1956, 1958), Народна армија (1956, 1960), Војни гласник (1959), Лика у НОБ 1941 (1963), Међународна политика (1966), Седма банијска дивизија (1967) и Лика у НОБ-у 1942. (1971), Војној енциклопедији (Београд 1970–76) те у издањима Наше планине (1951), Слободна Далмација (1955), Личке новине (1956, 1969; Лички вјесник, 1979), За домовину (1962), Борац (1967), Зборник Хисторијског архива у Карловцу (1973, 1977, 1981, 1989) и Зборник Института за хисторију радничког покрета Далмације (1978). Коаутор је Руско-српскохрватскога војнога речника (1967) и преводилац с пољскога београдских издања Одабране операције Пољске народне војске (1963) те Стратегија и тактика територијалне одбране (1969). Био је члан книнског планинарског друштва »Динара«, предсједник сплитскога друштва „Мосор” 1961–65. и члан ИО Планинарскога савеза Југославије. Добитник Златне значке Планинарскога савеза Хрватске 1975.
Умро је 8. априла 1995. у Београду. Кремиран је на Новом гробљу у Београду.